# Tyrs (mitologia)

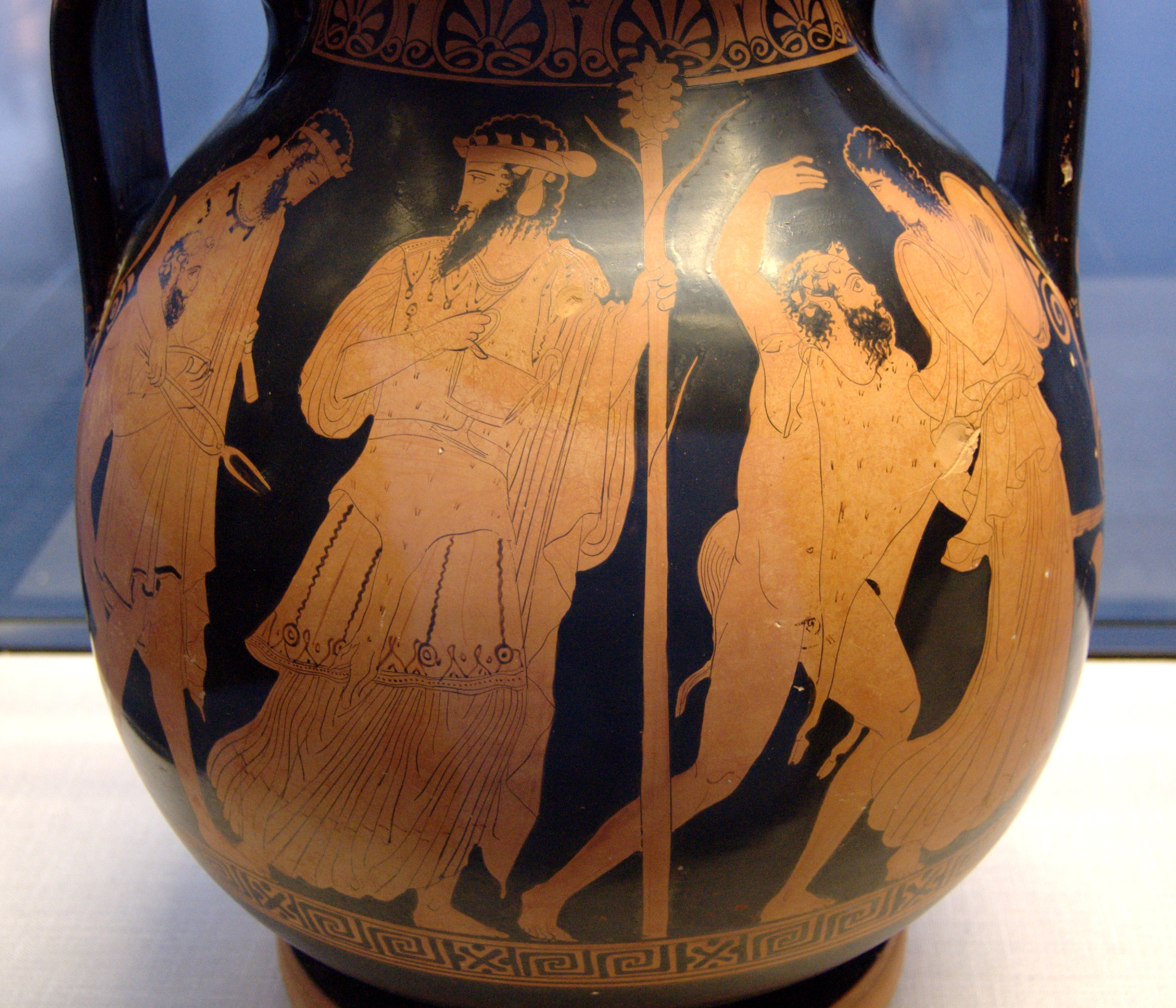
Powrót Hefajstosa na Olimp, Dionizos z tyrsem (w centrum), greckie malowidło na attyckiej wazie (pelike) w stylu czerwonofigurowym, V wiek p.n.e., Staatliche Antikensammlungen, Monachium

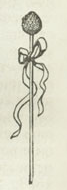
tyrs

Tyrs, także laska Dionizosa, laska Bachusa (gr. θύρσος thýrsos, łac. thyrsus) – symboliczna laska.
Uchodzi za symbol płodności. W sztuce przedstawiana jest zwykle w formie prostego, dość długiego kija (z suchego pędu zapaliczki, drewna sosnowego lub jodłowego) zakończonego szyszką, na przykład sosny pinii (symbolizuje urodzaj, płodność, nieśmiertelność życia roślinnego, odrodzenie, trwałość) lub jodły greckiej. Niekiedy bywa opleciona bluszczem (symbolizuje wegetację, życie, nieśmiertelność; utożsamia siły wegetatywne i zmysłowość) albo winoroślą (symbolizuje życie, płodność, odrodzenie, zmartwychwstanie, urodzaj), ozdobiona wstążką.
Według mitologii greckiej i rzymskiej należała do atrybutów boga Dionizosa (Bachusa; była to jego różdżka albo berło) oraz niektórych członków jego orszaku, między innymi menad (bachantek), satyrów.
Tyrsu miał użyć Prometeusz do przeniesienia ognia ludziom.